# Hydriomena obscura
Hydriomena obscura là một loài bướm đêm trong họ Geometridae.